# Seboseb
 (juillet 2015).
Si vous disposez d'ouvrages ou d'articles de référence ou si vous connaissez des sites web de qualité traitant du thème abordé ici, merci de compléter l'article en donnant les références utiles à sa vérifiabilité et en les liant à la section « Notes et références ».
Le seboseb est un dessert à base de fruits de la passion et de lait de coco originaire des Palaos.

## Ingrédients
Pour préparer le seboseb, il faut du sucre en poudre, de la fécule de maïs, des fruits de la passion, 300 millilitres d'eau et du lait de coco.

## Service
Le seboseb est un dessert.

## Traditions
Le seboseb est principalement consommé lors de grandes occasions (baptêmes, fête nationale, mariage, funérailles),.